# NeNe Leakes
NeNe Leakes, rodným jménem Linnethia Monique Johnson (* 13. prosince 1967 New York) je americká herečka.
Poprvé se objevila v televizi v reality show The Real Housewives of Atlanta a později jako trenérka Roz Washington v seriálu Glee. Byla soutěžící v pořadu The Celebrity Apprentice 4. V současné době hraje vedlejší roli Rocky Rhoades v komediálním seriálu Úplně normální. Kromě její práce v televizi také aktivně bojuje proti domácímu násilí a napsala monografii, která popisuje její vlastní zážitky se zneužíváním.

## Kariéra
Byla členkou obsazení v televizní reality show s názvem The Real Housewives of Atlanta.
V devadesátých letech také pracovala jako striptérka, pod přezdívkou Silk.
Stala se slavnou díky roli v The Real Housewives of Atlanta. Ihned po odvysílání první série napsala s Denene Milner knihu s názvem "“„Never Make The Same Make Twice“"“ (Nikdy neudělej tu samou věc dvakrát).
V roce 2011 byla soutěžící v jedenácté sérii pořadu Donalda Trumpa The Celebrity Apprentice. Během desáté epizody pořadu po hádce s kolegyní Star Jones Leakes odešla z pořadu. Nedokázala tedy vybrat peníze pro svou vybranou charitu "My Sister's House".
Spolu s Andersonem Cooperem spolumoderovala pořady Anderson Live a Talk show bez zábran.
Scenárista a režisér Ryan Murphy je velkým fanouškem NeNiny drzé a drsné povahy. Obsadil ji do třetí série seriálu Glee do vedlejší role Roz Washington, trenérky synchronizovaného plavání a držitelky olympijského bronzu. Poté ji obsadil i jako drzou sekretářku Rocky Roades do komediálního seriálu Úplně normální.

## Filmografie

### Televize
| Role      | Název                          | Role           | Poznámky                       |
| --------- | ------------------------------ | -------------- | ------------------------------ |
| 2008–2020 | The Real Housewives of Atlanta | Sama sebe      | 218 epizod                     |
| 2010      | Maury                          | Sama sebe      | 1 epizoda                      |
| 2011      | The Celebrity Apprentice       | Sama sebe      | 10 eppizod                     |
| 2012–2015 | Glee                           | Roz Washington | Vedlejší postava (13 epizod)   |
| 2012      | The Amandas                    | Sama sebe      | 1 epizoda                      |
| 2012      | The Game                       | Sama sebe      | 1 epizoda                      |
| 2012      | Let's Stay Together            | Sama sebe      | 1 epizoda                      |
| 2012–2013 | Úplně normální                 | Rocky Rhoades  | Pravidelná postava (22 epizod) |